# Costa del Azahar
Costa del Azahar je turisty vyhledávaná část španělského pobřeží, rozprostírající se na území provincií Castellón a Valencia. Oblast je vyhledávaná pro pláže s jemným pískem a nádhernou krajinu. Oblíbená je též mezi golfisty pro četná golfová hřiště, která se zde nacházejí.
Costa del Azahar navazuje na vyhlášenou oblast Costa Brava. Španělský výraz Azahar je název květu citrusových stromů, volný český překlad by tedy byl Pobřeží citrusových květů.
Nejznámější místa na pobřeží: Vinaròs, Peñíscola, Benicàssim, Castellón de la Plana, Sagunt, Valencia, Cullera, Gandía, Oliva.